# Amauris comorana
Amauris comorana és una espècie de lepidòpter papilionoïdeu de la família dels nimfàlids (Nymphalidae). Es troba a les Illes Comores.